# Turbine de Tesla
 (mars 2023).
Si vous disposez d'ouvrages ou d'articles de référence ou si vous connaissez des sites web de qualité traitant du thème abordé ici, merci de compléter l'article en donnant les références utiles à sa vérifiabilité et en les liant à la section « Notes et références ».
La turbine de Tesla  est un type de turbine « sans pales » breveté par Nikola Tesla en 1913. La turbine de Tesla est également connue sous les noms de turbine à couche limite, turbine à cohésion, et en anglais : boundary layer turbine, cohesion-type turbine, et Prandtl layer turbine (d'après Ludwig Prandtl). Une des applications envisagées par Tesla pour cette turbine était l'énergie géothermique, qui est décrite dans On Future Motive Power.

## Description
Une turbine de Tesla consiste en un axe portant un ensemble de disques lisses faiblement espacés. L'espacement correspond à l'épaisseur de la couche limite. Des buses injectent un gaz sous pression sur les bords des disques, perpendiculairement à l'axe. Comme le gaz est coincé dans la couche limite, il adhère aux disques et les entraîne, faisant tourner l'axe (il ne s'agit pas d'un phénomène de frottement, qui d'ailleurs provoquerait des pertes qu'on cherche à éviter). À mesure que le gaz cède de l'énergie aux disques, il ralentit et se rapproche de l'axe, car plus il en est proche plus la distance correspondant à un tour est faible, et peut être parcourue à plus faible vitesse. Ainsi le gaz décrit une spirale, jusqu'à rejoindre l'échappement qui est situé près de l'axe. L'existence de cet échappement fait que les disques doivent être perforés près de l'axe, ce qui en fait plutôt des couronnes, mais le terme de « disque » reste en usage.
L'engin est théoriquement facile à fabriquer et les paramètres sur lesquels il faut jouer pour trouver la meilleure configuration sont bien plus réduits que pour une turbine classique (il n'y a pas de questions de forme ou d'angles des pales, par exemple), ce qui à l'époque de Tesla était un avantage. Cependant, les disques doivent être fins, rigides, lisses et capables de conserver leurs caractéristiques dans le temps et selon les circonstances d'exploitation.

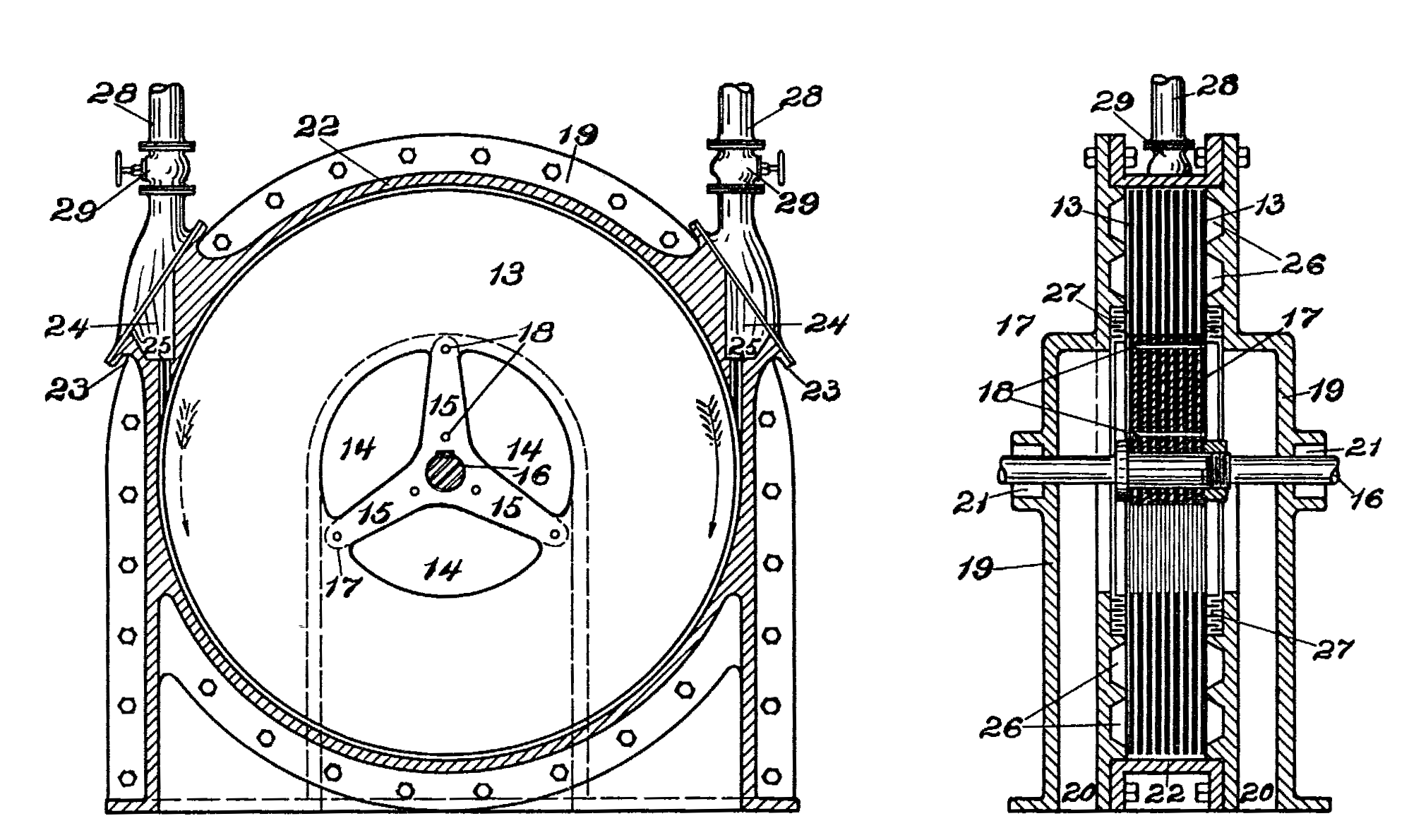
Turbine de Tesla : concept sans pales.

Tesla écrit : « Cette turbine est un moteur efficace capable de démarrer par lui-même qui peut s'employer comme turbine à vapeur ou à fluide mixte librement, sans modification de sa construction et est très pratique de par cet aspect. Quelques changements divergeant de ce modèle de turbine, à chaque fois imposés par les circonstances, se proposeront sûrement spontanément, mais le développement suivant ces lignes générales sera certainement jugé très rentable par les propriétaires d'une centrale à vapeur tout en permettant la réutilisation de leur ancienne installation. Cependant, les meilleurs résultats économiques dans le cadre du développement de l'exploitation de la vapeur par la turbine de Tesla sera obtenue dans des centrales spécifiquement adaptées. »
Cette turbine peut également être utilisée efficacement par des usines de condensation opérant à vide poussé. Dans ce cas, grâce au très grand ratio d'expansion, le mélange d'échappement sera à une température relativement basse, adaptée à l'admission dans le condenseur.

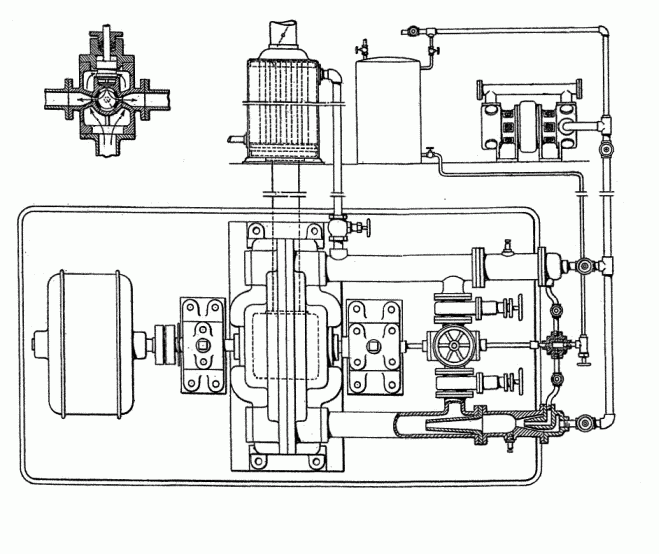
Vue d'un système à turbine de Tesla.

Toutes les plaques et les rondelles sont fixées sur un arbre fileté aux extrémités, et équipé d'écrous pour serrer l'ensemble. Cette construction permet une libre expansion et contraction de chaque plaque individuellement, sous l'influence variable de la chaleur ou de la force centrifuge. Une plus grande surface de plaque, et donc plus de puissance sont obtenus pour une épaisseur donnée. La torsion est virtuellement éliminée et de plus faibles marges latérales peuvent être utilisées, ce qui diminue les fuites et les pertes de friction. L'équilibrage dynamique est facilité et le fonctionnement est plus silencieux. Comme les disques ne sont pas rigidement fixés, ils sont protégés contre les dommages qui pourraient sinon être causés par les vibrations ou une vitesse excessive.
La turbine de Tesla est conçue pour fonctionner dans une installation utilisant un mélange de vapeur et de produits de combustion. Une installation à turbine de Tesla comme illustrée ci-contre est capable de démarrer avec de la vapeur seule et est adaptée pour travailler avec des fluides à haute température.
Une turbine de Tesla efficace nécessite un faible espacement entre les disques. Par exemple, un modèle à vapeur doit maintenir un écart inter-disque de 0,4 mm. Les disques doivent être les plus lisses possibles pour minimiser la surface et les pertes. Les disques doivent également être les plus fins possibles, pour éviter la traînée et les turbulences sur les bords. Malheureusement, éviter que les disques ne se tordent ou se voilent était une difficulté majeure à l'époque de Tesla. On pense que cette incapacité à éviter la distorsion des disques a contribué à l'échec commercial de ces turbines, car la technologie métallurgique de l'époque n'était pas capable de fournir des disques d'une qualité et d'une rigidité suffisante.

## Pompe
Si un jeu de disques similaires et un boîtier en forme de volute (et non circulaire comme dans une turbine) sont utilisés, l'appareil peut être employé comme pompe. Dans cette configuration, un moteur est accouplé à l'arbre. Le fluide entre près du centre, reçoit de l'énergie par les disques en rotation, et sort à la périphérie. La turbine de Tesla n'utilise pas la friction dans son sens conventionnel ; précisément, elle l'évite, et utilise l'adhésion (effet Coandă) et la viscosité à la place. Elle utilise l'effet de couche limite sur les disques.
Des disques lisses ont été originellement proposés, mais ils produisaient un faible couple de démarrage. Tesla a par la suite découvert qu'un rotor lisse avec de petites rondelles reliant les disques en 12 à 24 points le long du périmètre d'un disque de 25 cm et un second anneau de 6 à 12 rondelles plus proche du centre apportait une amélioration significative du couple de démarrage, sans compromettre l'efficacité.

## Applications
Les brevets de Tesla indiquent que l'appareil est prévu pour l'utilisation de fluides comme agents moteurs, et non comme appareil de propulsion ou de compression de fluides (bien que l'appareil puisse être utilisé pour ces applications). En 2006, la turbine de Tesla n'a pas été pleinement utilisée commercialement depuis son invention. Tesla lui-même ne remporta pas de grand contrat de production. Le principal défaut de l'époque, comme indiqué, était la faible connaissance des matériaux et des comportements à haute température. Les meilleures techniques de métallurgie de l'époque ne pouvaient éviter que les disques vibrent et se tordent lors du fonctionnement.
Aujourd'hui, beaucoup d'expérimentations d'amateurs ont été conduites avec des turbines de Tesla, y compris des turbines à vapeur (utilisant la vapeur produite par une chaudière, voire par énergie solaire) ou des turbocompresseurs d'automobile. Une application actuellement proposée est l'utilisation comme pompe à déchets, pour les eaux usées ou les machines-outils (pour l'huile de coupe chargée de copeaux), où une pompe à turbine traditionnelle se bloque rapidement. L'entreprise Discflo produit actuellement des pompes à disque pour ces applications.

## Rendement
À l'époque de Tesla, le rendement des turbines conventionnelles était faible car ni les théories ni les moyens de calculs de mécanique des fluides nécessaires à la conception de pales efficaces n'existaient encore, et la faible qualité des matériaux disponibles à cette époque pour construire de telles pales entraînait de sévères limitations sur les vitesses et les températures de fonctionnement. Le rendement d'une turbine à vapeur conventionnelle est lié à la différence de température entre l'admission et l'échappement (voir Rendement de Carnot). Ceci nécessite que les matériaux utilisés pour la construire soient capables de supporter des températures très élevées pour atteindre un rendement raisonnable.
Le concept de Tesla contourne les principaux inconvénients de la turbine à pales. Il souffre cependant d'autres problèmes comme les pertes par cisaillement ou encore la limitation du débit balayé. Quelques-uns des avantages de la turbine de Tesla reposent dans des applications à débit relativement faible, ou lorsque de petites puissances sont demandées. Les disques doivent être aussi fins que possible sur les bords pour ne pas introduire de turbulence lorsque le fluide quitte les disques. Ceci se traduit par la nécessité d'augmenter le nombre de disques à mesure que le flux augmente [réf. nécessaire]. Le rendement de ce système est maximal quand l'espacement inter-disques approche l'épaisseur de la couche limite, et comme cette dernière dépend de la viscosité et du régime d'écoulement, l'affirmation qu'une conception unique peut être utilisé efficacement pour divers carburants et fluides est abusive.[réf. souhaitée] Une turbine de Tesla ne diffère d'une turbine conventionnelle que par le mécanisme utilisé pour transférer l'énergie à l'arbre. Diverses analyses montrent que le débit entre les disques doit être maintenu relativement faible pour maintenir le rendement, ceci est induit par le rapport de la section cylindrique entre l'entrée du fluide et sa sortie.[réf. souhaitée] Le rendement de la turbine de Tesla diminue lorsque la charge (c'est-à-dire le couple sur l'arbre) augmente. [réf. souhaitée] Sous une faible charge, la spirale empruntée par le fluide se déplaçant de l'admission à l'échappement est une spirale serrée, effectuant de nombreuses rotations. En charge, le nombre de rotations chute et la spirale se raccourcit progressivement. Ceci augmente les pertes par cisaillement et réduit le rendement
Le rendement de détente d'une turbine de Tesla fonctionnant avec un gaz est estimé supérieur à 60 %, avec un maximum à 95 % (selon les affirmations de Nikola Tesla). Les turbines qui équipent actuellement les centrales thermiques ou les turboréacteurs ont un rendement supérieur à 80 % en condition normale de fonctionnement [réf. nécessaire]. Des études complémentaires, notamment des diagrammes HS (enthalpie entropie) seraient nécessaires pour une caractérisation paramétrique de la turbine.
Dans les années 1950, Warren Rice a essayé de recréer les expériences de Tesla, mais il n'a pas effectué ces essais avec une pompe construite en parfaite conformité avec la conception brevetée par Tesla (ce n'était pas, en plus, une turbine Tesla à étages multiples, et elle n'avait pas d'injecteur tel que dessiné par Tesla). Son système n'était qu'une seule étape expérimentale qui utilisait l'air comme fluide de fonctionnement. Les turbines de l'essai de Rice, comme il l'a écrit dans ces premiers rapports, ont eu un rendement global de 36 % à 41 % pour un seul étage.
Dans son travail final sur la turbine de Tesla et édité juste avant sa retraite, Rice a conduit une analyse du volume de l'écoulement laminaire dans des turbines à disques multiples. Ce document, publié en 1991 dans « Tesla Turbomachinery » revendique, pour cette conception, une efficacité très élevée du rotor (par opposition à l'efficacité globale du dispositif). Cet article énonce : En utilisant convenablement les résultats analytiques, l'efficacité du rotor entraîné par la couche limite peut être très élevée, et dépasser 95 %. Cependant, pour atteindre une efficacité de rotor élevée, le débit doit être faible ce qui signifie que l'efficacité élevée du rotor est obtenue au prix de l'augmentation du nombre de disques et donc d'une taille plus importante du dispositif.. Les turbines à pales modernes à étages multiples atteignent une efficacité typique de 60 % - 90 %[réf. nécessaire]. Le rotor à volute correspondant aux machines de type Tesla de taille raisonnable employant des fluides courants (vapeur, gaz, et eau) devrait aussi atteindre cette gamme d'efficacité (voire plus haute).